# Rocca Cigliè
Rocca Cigliè é uma comuna italiana da região do Piemonte, província de Cuneo, com cerca de 157 habitantes. Estende-se por uma área de 7 km², tendo uma densidade populacional de 22 hab/km². Faz fronteira com Castellino Tanaro, Cigliè, Clavesana, Marsaglia, Niella Tanaro.

## Demografia
| Variação demográfica do município entre 1861 e 2011                               |
|                                                                                   |
| Fonte: Istituto Nazionale di Statistica (ISTAT) - Elaboração gráfica da Wikipedia |